# Перейра да Силва, Фабио
Фа́био Пере́йра да Си́лва (порт. Fábio Pereira da Silva; родился 9 июля 1990 года в Рио-де-Жанейро, Бразилия), более известный как Фа́био или Фа́био да Си́лва (порт. Fábio da Silva) — бразильский футболист, крайний защитник.

## Ранние годы
Фабио родился в Петрополисе, «городе Петра», который находится примерно в часе езды от Рио-де-Жанейро. Он начал играть в футбол с 5 лет. Фабио и его брат-близнец Рафаэл играли в футбол в командах пять на пять человек. Их заметили скауты «Флуминенсе», которые предложили им поиграть за клуб. Близнецы согласились и возрасте 11 лет переехали в тренировочный центр «Флуминенсе», где они постоянно проживали и проводили тренировки.

## Клубная карьера

### «Флуминенсе»
Фабио начал играть в футбол на позиции опорного полузащитника, но затем стал левым крайним защитником в «Флуминенсе». В 2005 году Фабио и Рафаэл сыграли на юношеском турнире в Токио, где их заметил скаут английского клуба «Манчестер Юнайтед» Лес Кершоу. Кершоу отметил игру двух талантливых бразильцев и порекомендовал их Алексу Фергюсону. Руководство «Манчестер Юнайтед» договорилось о просмотре близнецов в Манчестере в 2005 году. Вскоре после этого с близнецами встретился скаут лондонского «Арсенала», предложивший им просмотр в Лондоне без разрешения «Флуминенсе», однако их мать отговорила их от этого. В итоге Фабио и Рафаэл выбрали «Манчестер Юнайтед» и подписали контракт с английским клубом в 2007 году, не сыграв за основной состав «Флуминенсе» ни одного матча.

### «Манчестер Юнайтед»

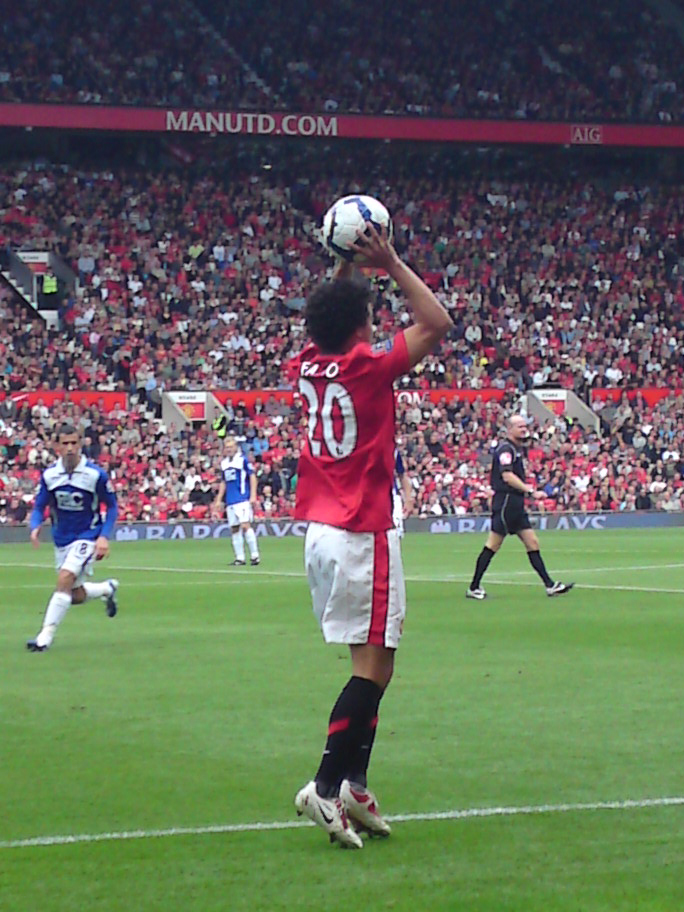
Фабио в составе «Манчестер Юнайтед» в 2009 году

Фабио и Рафаэл подписали контракт с «Манчестер Юнайтед» в феврале 2007 года, но они не могли выступать за клуб до достижения ими возраста 18 лет в июле 2008 года. Фабио дебютировал за «Манчестер Юнайтед» 4 августа 2008 года, выйдя на замену Патрису Эвра в товарищеском матче против «Питерборо Юнайтед». Фабио, наравне с Рафаэлом, получил очень высокую оценку за свою игру в этом матче.
В сезоне 2008/09 Фабио регулярно играл за резервный состав «Манчестер Юнайтед», забив пять голов в восьми матчах, включая хет-трик в ворота «Рочдейла» в Большом кубке Ланкашира 16 марта 2009 года. 24 января 2009 года Фабио дебютировал за основной состав «Юнайтед» в официальном матче: это была игра четвёртого раунда Кубка Англии против «Тоттенхэма». В начале второго тайма он получил травму и был заменён другим дебютантом, Ричардом Экерсли. 16 августа 2009 года Фабио дебютировал в матче Премьер-лиги против «Бирмингем Сити». 23 сентября 2009 года Фабио вышел в стартовом составе команды на матч Кубка Футбольной лиги против «Вулверхэмптона», но уже на 30-й минуте был удалён с поля за грубый фол против Майкла Кайтли.
21 октября 2009 года Фабио дебютировал в Лиге чемпионов УЕФА, выйдя в стартовом составе «Юнайтед» на игру против ЦСКА в Москве. Сэр Алекс Фергюсон остался доволен действиями Фабио, особенно с учётом игры на непривычном искусственном газоне «Лужников». 27 октября Фабио получил жёлтую карточку за фол, совершённый его братом-близнецом Рафаэлом в матче Кубка Футбольной лиги против «Барнсли». «Манчестер Юнайтед» подал апелляцию в Футбольную ассоциацию, и жёлтая карточка была снята с Фабио и была записана на Рафаэла. 1 апреля 2010 года Фабио подписал новый контракт с «Манчестер Юнайтед», согласно которому он останется в клубе, как минимум, до июня 2014 года.
26 февраля 2011 года Фабио забил свой первый гол за основной состав «Манчестер Юнайтед» в матче Премьер-лиги против «Уигана», который завершился со счётом 4:0. 12 марта Фабио открыл счёт в четвертьфинальном матче Кубка Англии против «Арсенала»; игра завершилась победой «Юнайтед» со счётом 2:0.

#### «Куинз Парк Рейнджерс» (аренда)
Летом 2012 года отправился в аренду в лондонский клуб «Куинз Парк Рейнджерс» сроком на один сезон.

### «Кардифф Сити»
В январе 2014 года перешёл в валлийский клуб «Кардифф Сити».

### «Мидлсбро»
12 августа 2016 года перешёл в английский клуб «Мидлсбро», вернувшийся в Премьер-лигу. 24 августа дебютировал за «речников» в матче Кубка Лиги против «Фулхэма» (1:2), где уже на 8-й минуте отметился голевой передачей, однако в том эпизоде получил травму и был заменен.
22 августа 2017 года забил первый гол за «Мидлсбро» в матче Кубка Лиги против «Сканторп Юнайтед» (3:0).

### «Нант»
18 июля 2018 года перешёл во французский клуб «Нант», подписав трёхлетний контракт.

## Карьера в сборной

### Матчи Фабио за сборную Бразилии до 17 лет
Фабио играл за сборную Бразилии до 17 лет и был её капитаном на чемпионате мира 2007 года для футболистов до 17 лет.
| Матчи и голы Фабио за сборную Бразилии до 17 лет | Матчи и голы Фабио за сборную Бразилии до 17 лет | Матчи и голы Фабио за сборную Бразилии до 17 лет | Матчи и голы Фабио за сборную Бразилии до 17 лет | Матчи и голы Фабио за сборную Бразилии до 17 лет | Матчи и голы Фабио за сборную Бразилии до 17 лет |
| №                                                | Дата                                             | Оппонент                                         | Счёт                                             | Голы Фабио                                       | Соревнование                                     |
| ------------------------------------------------ | ------------------------------------------------ | ------------------------------------------------ | ------------------------------------------------ | ------------------------------------------------ | ------------------------------------------------ |
| 1                                                | 4 марта 2007                                     | Перу                                             | 1:2                                              |                                                  | Чемпионат Южной Америки 2007                     |
| 2                                                | 8 марта 2007                                     | Боливия                                          | 7:2                                              | 1                                                | Чемпионат Южной Америки 2007                     |
| 3                                                | 10 марта 2007                                    | Чили                                             | 2:0                                              |                                                  | Чемпионат Южной Америки 2007                     |
| 4                                                | 12 марта 2007                                    | Эквадор                                          | 4:5                                              | 1                                                | Чемпионат Южной Америки 2007                     |
| 5                                                | 16 марта 2007                                    | Аргентина                                        | 2:0                                              |                                                  | Чемпионат Южной Америки 2007                     |
| 6                                                | 18 марта 2007                                    | Перу                                             | 4:0                                              | 2                                                | Чемпионат Южной Америки 2007                     |
| 7                                                | 20 марта 2007                                    | Венесуэла                                        | 4:0                                              | 1                                                | Чемпионат Южной Америки 2007                     |
| 8                                                | 23 марта 2007                                    | Колумбия                                         | 0:0                                              |                                                  | Чемпионат Южной Америки 2007                     |
| 9                                                | 25 марта 2007                                    | Эквадор                                          | 5:2                                              | 2                                                | Чемпионат Южной Америки 2007                     |
| 10                                               | 15 июля 2007                                     | Гондурас                                         | 3:0                                              |                                                  | Пан-Американские игры 2007                       |
| 11                                               | 18 июля 2007                                     | Коста-Рика                                       | 2:0                                              |                                                  | Пан-Американские игры 2007                       |
| 12                                               | 21 июля 2007                                     | Эквадор                                          | 2:4                                              |                                                  | Пан-Американские игры 2007                       |
| 13                                               | 18 августа 2007                                  | Новая Зеландия                                   | 7:0                                              | 1                                                | Кубок мира 2007                                  |
| 14                                               | 21 августа 2007                                  | КНДР                                             | 6:1                                              | 2                                                | Кубок мира 2007                                  |
| 15                                               | 24 августа 2007                                  | Англия                                           | 1:2                                              |                                                  | Кубок мира 2007                                  |
| 16                                               | 29 августа 2007                                  | Гана                                             | 0:1                                              |                                                  | Кубок мира 2007                                  |

Итого: 16 матчей / 10 голов; 10 побед, 1 ничья, 5 поражений.

### Матчи Фабио за сборную Бразилии
| Матчи и голы Фабио за сборную Бразилии | Матчи и голы Фабио за сборную Бразилии | Матчи и голы Фабио за сборную Бразилии | Матчи и голы Фабио за сборную Бразилии | Матчи и голы Фабио за сборную Бразилии | Матчи и голы Фабио за сборную Бразилии |
| №                                      | Дата                                   | Оппонент                               | Счёт                                   | Голы Фабио                             | Соревнование                           |
| -------------------------------------- | -------------------------------------- | -------------------------------------- | -------------------------------------- | -------------------------------------- | -------------------------------------- |
| 1                                      | 10 ноября 2011                         | Габон                                  | 2:0                                    |                                        | Товарищеский матч                      |
| 2                                      | 8 октября 2011                         | Коста-Рика                             | 1:0                                    |                                        | Товарищеский матч                      |

Итого: 2 матча / 0 голов; 2 победы.

## Достижения

### Командные достижения
Сборная Бразилии (до 17 лет)
- Чемпион Южной Америки: 2007

«Манчестер Юнайтед»
- Чемпион Премьер-лиги: 2010/11
- Обладатель Суперкубка Англии: 2010
- Финалист Лиги чемпионов УЕФА: 2010/2011

«Нант»
- Обладатель Кубка Франции: 2021/22

### Личные достижения
- Лучший бомбардир чемпионата Южной Америки: 2007 (7 голов)

## Статистика выступлений
| Клуб                          | Сезон            | Лига | Лига | Кубок Англии | Кубок Англии | Кубок лиги | Кубок лиги | Еврокубки | Еврокубки | Прочие | Прочие | Итого | Итого |
| Клуб                          | Сезон            | Игры | Голы | Игры         | Голы         | Игры       | Голы       | Игры      | Голы      | Игры   | Голы   | Игры  | Голы  |
| ----------------------------- | ---------------- | ---- | ---- | ------------ | ------------ | ---------- | ---------- | --------- | --------- | ------ | ------ | ----- | ----- |
| Манчестер Юнайтед             | 2008/09          | 0    | 0    | 2            | 0            | 0          | 0          | 0         | 0         | 0      | 0      | 2     | 0     |
| Манчестер Юнайтед             | 2009/10          | 5    | 0    | 1            | 0            | 2          | 0          | 2         | 0         | 1      | 0      | 11    | 0     |
| Манчестер Юнайтед             | 2010/11          | 11   | 1    | 4            | 1            | 2          | 0          | 7         | 0         | 1      | 0      | 25    | 2     |
| Манчестер Юнайтед             | 2011/12          | 5    | 0    | 0            | 0            | 3          | 0          | 7         | 0         | 0      | 0      | 15    | 0     |
| Манчестер Юнайтед             | 2013/14          | 1    | 0    | 1            | 0            | 1          | 1          | 0         | 0         | 0      | 0      | 3     | 1     |
| Манчестер Юнайтед             | Итого            | 22   | 1    | 8            | 1            | 8          | 1          | 16        | 0         | 2      | 0      | 56    | 3     |
| Куинз Парк Рейнджерс (аренда) | 2012/13          | 21   | 0    | 1            | 1            | 1          | 0          | 0         | 0         | 0      | 0      | 23    | 1     |
| Куинз Парк Рейнджерс (аренда) | Итого            | 21   | 0    | 1            | 1            | 1          | 0          | 0         | 0         | 0      | 0      | 23    | 1     |
| Кардифф Сити                  | 2013/14          | 13   | 0    | 0            | 0            | 0          | 0          | 0         | 0         | 0      | 0      | 13    | 0     |
| Кардифф Сити                  | 2014/15          | 30   | 0    | 0            | 0            | 0          | 0          | –         | –         | 0      | 0      | 30    | 0     |
| Кардифф Сити                  | 2015/16          | 22   | 1    | 1            | 0            | 2          | 0          | –         | –         | 0      | 0      | 25    | 1     |
| Кардифф Сити                  | Итого            | 65   | 1    | 1            | 0            | 2          | 0          | 0         | 0         | 0      | 0      | 68    | 1     |
| Мидлсбро                      | 2016/17          | 25   | 0    | 4            | 0            | 2          | 0          | 0         | 0         | 0      | 0      | 31    | 0     |
| Мидлсбро                      | Итого            | 25   | 0    | 4            | 0            | 2          | 0          | 0         | 0         | 0      | 0      | 31    | 0     |
| Нант                          | 2017/18          | 0    | 0    | 0            | 0            | 0          | 0          | 0         | 0         | 0      | 0      | 0     | 0     |
| Нант                          | Итого            | 0    | 0    | 0            | 0            | 0          | 0          | 0         | 0         | 0      | 0      | 0     | 0     |
| Всего за карьеру              | Всего за карьеру | 133  | 2    | 14           | 2            | 13         | 1          | 16        | 0         | 2      | 0      | 178   | 5     |

(откорректировано по состоянию на 18 июля 2018 года)